# Satyrichthys piercei
Satyrichthys piercei är en fiskart som beskrevs av Fowler, 1938. Satyrichthys piercei ingår i släktet Satyrichthys och familjen Peristediidae. Inga underarter finns listade i Catalogue of Life.